# 101 rent boys
101 Rent Boys (conocida en español como 101 chicos de alquiler) es un documental del año 2000 que explora el mundo de la prostitución en el área de West Hollywood.

## Sinopsis
Los productores reclutaron a 101 prostitutos de los alrededores de Santa Monica Boulevard y les pagaron a cada uno $50 por su tiempo. Los chicos, que eran de diversas orígenes étnicos, raciales, regionales y económicos, fueron entrevistados en habitaciones de hoteles acerca de varios temas, tales como la manera en la que entraron a la prostitución, su orientación sexual, drogas y sus primeros clientes. A cada prostituto le fue asignado un número pero ninguno es identificado en la película. Mientras que algunos de los sujetos son entrevistados en varias etapas de desnudez y la charla a veces se vuelve sexualmente explícita, el filme en sí no contiene actividad sexual.
Sin embargo, el DVD tiene una característica en donde cada uno de los chicos entrevistados son dejados solos con la cámara por cinco minutos para que hicieran lo que les placiera. En esta característica, varios participantes se masturban.
Un libro, también llamado 101 Rent Boys, fue lanzado, presentando fotos y extractos de las entrevistas.

## Lanzamiento del DVD
101 Rent Boys fue lanzado en la Región 1 el 1 de febrero de 2001.